# 호국군
대한민국 호국군(大韓民國 護國軍)은 1948년 11월 20일부터 1949년 8월 31일까지 존재했었던 대한민국 육군의 예비군 부대이다.

## 역사
1948년 11월 20일까지 대한민국 육군 정규군 창설이후에도 1949년이 되기 전까지는 지원병제를 실시하고 있었기 때문에, 예비병력 확보의 차원에서 조직되었다. 이는 국군조직법(법률 제9호) 제 12조에 근거하여 육군 총사령부(육군 본부의 전신) 예하 호국군무실(초대 실장 신응균 소장)을 기원으로한다. 세부규정은 1949년 1월 20일 공포한 호국군 병역에 관한 임시조치령(대통령령 제52호)으로 정해져 확장을 꾀했으나, 1949년 8월 31일부로 해체에 들어갔다. 그 후 한국전쟁 발발 이후에, 정규군과 완전히 통합되었다. 하지만, 이후 징병제가 본격적으로 시행되기 전까지 호국군을 대신하여 민병 조직으로서 청년방위대를 창설했다.

## 조직 편성
기본적으로 육군 정규군을 보조하는 역할로서, 전투부대와 특수부대로 나뉘었고, 필요에 따라서 정규군(현역)으로 편입할 수 있었다. 장병들은 예비역 신분으로 본인 거주지에 주둔하는 연대에 소속되어 생업에 종사하며 필요한 훈련을 받았다. 이는 미합중국군의 주방위군과 비슷하다. 1949년 1월 7일 육군사관학교 8기 특별1반(1월1일 졸업) 졸업자 중 선발된 4명을 여단장으로 하여 1월 11일에 총 4개 여단이 창설 되었다. 그 후, 육군본부 호국군을 육군참모차장 직할 호국군 사령부로 개편하여 독립 예비군으로 편성되었다.

## 간부 충원 방법
정규군 장교와 비슷하게 특별임관과 일반임관으로 나뉘었다. 간부후보생은 대대장급 60세, 중대장급 50세, 소대장급 40세의 연령 상한을 정해 놓고 모집하였다. 선발자는 현역 정규군 연대에서 기본 군사 훈련을 마친 후, 호국군사관학교에서 6주간의 교육을 마친 후 장교로 임관했다. 이후, 1949년 3월 4일 호국군간부훈련소를 육본 직할로 이태원에 설치해 4월 1일 육군 호국군간부학교로, 다시 7월 10일 육군 호국군사관학교로 개칭, 운영하다 호국군의 해체에 앞서 8월 15일 폐교했다. 졸업생은 4개 기 1080명을 배출해 이 가운데 640명이 현역 장교로 편입됐다

## 구성
- 호국군 사령부(초대 사령관 송호준 준장): 1949년 4월 1일 창설
  - 군수처, 교육처, 정보처, 인사처
  - 제101여단(서울): 1949년 1월 11일 창설
  - 제102여단(대전): 1949년 1월 11일 창설
  - 제103여단(부산): 1949년 1월 11일 창설
  - 제106여단(청주): 1949년 1월 11일 창설
  - 제105여단: 1949년 4월 22일 창설
  - 제107여단: 1949년 7월 16일 창설
  - 제108여단: 1949년 7월 16일 창설
    - 각 여단 예하 18개 연대

## 같이 보기
- 청년방위대
- 예비군
- 대한민국 국방부
  - 대한민국 육군
- 장교
- 한국전쟁